# Clube Caçadores das Taipas
El Clube Caçadores das Taipas es un equipo de fútbol de Portugal que juega en la Division de Honra de Braga, la cuarta división de fútbol en el país.

## Historia
Fue fundado el 23 de noviembre de 1923 en la ciudad de Caldas das Taipas del consejo de Guimaraes en el distrito de Braga originalmente como un club dedicado a la cacería, a la cual se dedicaron en sus primeros siete años hasta que en 1930 decidieron cambiar al fútbol, la cual es su única actividad deportiva.
Es el segundo equipo de fútbol más viejo del consejo de Guimaraes solo más joven que el Vitória Guimarães, y es el tercer equipo de fútbol más viejo del distrito de Braga. Desde 1930 es parte de la Asociación de Fútbol de Braga y cuenta con algunas apariciones en la Copa de Portugal, la primera de ellas en la temporada 1998/99 donde fue eliminado en la primera ronda.
Ha participado principalmente en la desaparecida Tercera División de Portugal y también jugó algunas temporadas en la Segunda División de Portugal, aunque principalmente han sido un equipo aficionado.

## Palmarés
- Tercera División de Portugal: 1

2000/01
- Copa de Braga: 3

1981/82, 2006/07, 2011/12
- División de Honra de Braga: 1

2009/10
- Primera División de Braga: 2

1979/80, 1982/83
- Segunda División de Braga: 3

1957/58, 1960/61, 1967/68

## Jugadores

### Jugadores destacados
- César Peixoto